# Paramore
Paramore és un grup de rock alternatiu format a Franklin, Tennessee el 2004 que destaca per la joventut dels seus components.
Llançaren el seu primer àlbum, All We Know Is Falling, el 2005, i el seu segon àlbum, Riot! el 2007, el qual aconseguí el certificat de Platí als EUA i d'Or a Austràlia, Canadà, Nova Zelanda i el Regne Unit. Brand New Eyes, el tercer àlbum de Paramore, fou llançat el 29 de setembre de 2009 i el quart, Paramore, ho va fer el 9 d'abril de 2013.

## Biografia

### 2002-2004: Formació
El 2002, als 13 anys, Hayley Williams es mudà de Meridian, Mississipi a Franklin, Tennessee on conegué als germans Josh i Zac Farro mentre estudiava a una escola privada. Poc després d'arribar, començà a anar a classes de cant amb Brett Manning com a professor. Abans de formar Paramore, Williams i el baixista Jeremy Davis, amb el seu amic Kimee Read, prengueren part en un grup de versions anomenat The Factory, mentre que Josh i Zac Farro practicaven junts després de l'escola. El 2004 formaren el grup amb els següents components, Josh Farro (guitarra principal/cors), Zac Farro (bateria), Jeremy Davis (baix) i Hayley Williams (veu principal), amb la posterior incorporació del veí de Hayley Jason Bynum (guitarra rítmica).
La primera cançó del grup fou "Conspiracy", que més tard formà part del seu àlbum de debut. El 2004, foren una de les bandes destacades al festival Purple Door. Per aquells temps, feren una gira pel sud-est dels EUA.
Quan Hayley només tenia 14 anys firmaren el seu primer contracte, amb The Agency Groupque els ajudà a aconseguir més concerts per tot el sud-est.

## Membres
- Hayley Williams: Veu, Guitarra i Piano
- Jeremy Davis: Baix
- Taylor York: Guitarra, Ukulele

## Discografia

### Àlbums d'estudi
- 2005 All we know is falling
- 2007 Riot!
- 2009 Brand New Eyes
- 2013 Paramore
- 2017 After Laughter
- 2023 This Is Why

### Àlbums en directe
- 2008 Live in the UK 2008
- 2008 The Final Riot!

### EP
- 2006 The Summer Tic EP
- 2010 2010 Summer Tour
- 2010 The Only Exception
- 2013 The Holiday Sessions
- 2014 Ain't It Fun Remixes

### Cançons
°Adore
°All we know
°Brick By Boring Brick
°Brighter
°Careful
°Crushcrushcrush
°Decode
°Emergency
°Hallelujah
°I Caught Myself
°Ignorance
°Misery Business
°Monster
°That's What You Get
°The Only Exception
°We Are Broken

## Guardons
Nominacions
- 2008: Grammy al millor nou artista